# Phân giải protein

Quá trình thủy phân protein (màu đỏ). Chu trình bán rã nếu không có enzyme có thể kéo dài đến hàng trăm năm.

Phân giải protein là quá trình phân hủy protein thành các polypeptide nhỏ hơn hoặc các amino acid. Nếu không được xúc tác, việc phân hủy liên kết peptide là cực kỳ chậm, có thể mất đến hàng trăm năm. Quá trình phân giải protein thường được xúc tác bởi các enzyme tế bào được gọi là protease, nhưng quá trình này cũng có thể phân hủy từ các phân tử trong nó. Độ pH thấp hoặc nhiệt độ cao cũng có thể gây ra quá trình phân giải protein mà không cần tới enzyme.
Sự phân giải protein trong các sinh vật phục vụ cho nhiều mục đích; ví dụ, các enzyme tiêu hóa phân hủy protein trong thực phẩm để cung cấp amino acid cho sinh vật, trong khi quá trình phân giải protein của chuỗi polypeptide sau khi được tổng hợp có thể cần thiết cho việc tạo ra một protein có hoạt tính. Phân giải protein cũng đóng vai trò quan trọng trong việc điều chỉnh một số quá trình sinh lý và tế bào, cũng như ngăn chặn sự tích tụ các protein không mong muốn hoặc protein bất thường trong tế bào. Do đó, nếu sự phân giải protein không được điều hòa thì có thể gây bệnh và điều này là tác dụng của một số nọc độc.
Phân giải protein là một công cụ rất quan trọng để nghiên cứu protein trong phòng thí nghiệm, cũng như công nghiệp, ví dụ như trong chế biến thực phẩm và loại bỏ vết bẩn.